# مطار زوني شينزهو
مطار زوني شينزهو (بالصينية: 遵义新舟机场) (إياتا: ZYI، إيكاو: ZUZY) مطار عسكري/عام يقع بمدينة شينتشو في Xinpu New Area في الصين. تم افتتاحه في 28 أغسطس 2012، يبلغ طول المدرج 2800 م. بدأ البناء في سبتمبر 2009 لتحويل القاعدة الجوية إلى مطار ثنائي الاستخدام، باستثمارات إجمالية تقدر بـ 408 مليون يوان. افتتح المطار في 28 أغسطس 2012، برحلات افتتاحية إلى بكين وقوانغتشو.

## شركات الطيران والوجهات
| شركـات طيـران          | الوجهات |
| ---------------------- | --- |
| Chengdu Airlines       | مطار تشنغدو شوانغليو الدولي، مطار تشوهاى جينوان |
| خطوط شرق الصين الجوية  | مطار تشانغتشو بيننو، مطار حيفي شينكياو الدولي، مطار نانجينغ الدولي، مطار نينغبو ليش الدولي، مطار غينغادو جياودونغ الدولي، مطار شانغهاي بودنغ الدولي، مطار ووهان تيانهي الدولي، مطار سنن شوفانغ الدولي، مطار شيتشانغ تشينغشان |
| طيران الصين اكسبرس     | مطار تيانجين الدولي، مطار شينغي، Yan'an |
| خطوط جنوب الصين الجوية | مطار بكين داشينغ الدولي، مطار قوانغتشو باييون الدولي، مطار جييانغ شاوشان (تبدأ في 1 أغسطس 2023) |
| China United Airlines  | مطار ونزهو يونجقيانج الدولي |
| Hebei Airlines         | مطار بكين داشينغ الدولي، مطار هايكو ميلان الدولي، مطار شيجياتشوانغ تشنغدينغ الدولي، مطار شيامن قاوتشي الدولي |
| Jiangxi Air            | مطار قانتشو هوانتشين، مطار نانتشانغ تشانغبى الدولي |
| طيران لونج             | مطار هانغتشو شياوشان الدولي، مطار ساني ليجيانغ، مطار ونزهو يونجقيانج الدولي، مطار شيشوانغباننا غاسا |
| Ruili Airlines         | مطار نانتونغ شينغ دونغ، مطار شنيانغ تاوكسيان الدولي |
| سبرينغ (شركة طيران)    | مطار لانتشو تشونغ تشوان، مطار شانغهاي بودنغ الدولي، مطار شينزين باوان الدولي |
| خطوط تيانجين الجوية    | مطار هايكو ميلان الدولي، مطار جييانغ شاوشان، مطار سانيا فينيكس الدولي، مطار شيامن قاوتشي الدولي، مطار شيان شيانيانغ الدولي، مطار يولين يو يانغ، مطار تشنغتشو الدولي                                                          |
| طيران التبت            | مطار لاسا الدولي، مطار سانيا فينيكس الدولي |

## وصلات خارجية
- http://www.flightstats.com/go/Airport/airportDetails.do?airportCode=ZYI